# Aleksy Konieczny
Aleksy Konieczny (ur. 11 listopada 1925 w Lesznie Górnym lub Lesznie Dolnym) – polski bobsleista, skeletonista, olimpijczyk z Cortina d’Ampezzo.
Mistrz Polski w bobslejowych dwójkach w roku 1954 oraz w czwórkach w latach 1951–1953, 1955. Był również wicemistrzem Polski w latach 1954 (w czwórkach), 1959–1960 (w dwójkach).
W roku 1954 zdobył tytuł wicemistrza Polski w skeletonie. Uczestnik mistrzostw świata w 1955, w których wystartował w dwójkach bobslejowych zajmując 17. miejsce.
Na igrzyskach olimpijskich w 1956 roku wystartował w dwójkach bobslejowych w których zajął 19. miejsce (w parze ze Zbigniewem Skowrońskim podobnie jak pięć innych zespołów nie zostali dopuszczeni do ostatniego ślizgu ze względów bezpieczeństwa) i w czwórkach – 21. miejsce.
Jego brat Zygmunt także był bobsleistą, olimpijczykiem z 1956.